# 白翎島
座標: 北緯37度58分12秒 東経124度43分10秒 / 北緯37.97000度 東経124.71944度
白翎島（ペンニョンド、はくれいとう、朝: 백령도）は、朝鮮半島の西、黄海上に浮かぶ島である。長山串の南17km、仁川広域市中心部から西へ193km離れた場所にあるこの島は大韓民国（韓国）の施政下にあり、朝鮮民主主義人民共和国（北朝鮮）と間近に対峙している。

## 地理
黄海上にあって韓国の施政下にある「西海五島」（白翎島、大青島、小青島、延坪島、隅島）の一つである。行政上は仁川広域市甕津郡白翎面に属する。韓国政府統治範囲の最西端にあたる。
北に朝鮮半島本土の長山串、東に甕津半島がある。最も近い島は東北11kmに浮かぶ月乃島である。肉眼で見えるこれらの土地は北朝鮮の統治範囲（黄海南道）である。
海域では白翎島の北方に1953年8月に国連軍が宣言した北方限界線 (NLL) が走っている。一方、北朝鮮は1999年9月に北方限界線の無効を主張するとともに独自の「海上軍事境界線」を白翎島の南方に設定した。これによると白翎島は北朝鮮の設定した海上軍事境界線の北側になるが、2000年3月、北朝鮮は米艦艇や民間船舶が通航できる水域として白翎島周辺海域の第一区域とそこに通じる第一水路を設定しており、白翎島と韓国本土との間の船舶の通航のみは認めている。
この海域の主権をめぐって南北は争っており、2010年には白翎島西南海域で天安沈没事件が発生している。このように韓国にとっては北朝鮮との最前線となる島であるため、住民とほぼ同数の4000人規模の海兵隊第6旅団が配備されている。
島の南方沖には、韓国の統治下にある大青島と小青島がある。
附近の海は朝鮮と中国を結ぶ海上交通の要衝であり、同時に難所としても知られた。パンソリなどで有名な伝説「沈清伝」の舞台でもある。
島には奇岩など自然が多く残されている。野生のゴマフアザラシの生息地があるが、絶滅の危機に瀕している。このほか、カラシラサギなどが生息している。近海には、スナメリやミンククジラなども棲息しており、沿岸警備隊がこの地域での違法捕鯨の調査と追放を図っている。
アザラシを狙ってホオジロザメなどが現れることもある。
産業は農漁業（第一次産業）に依存している。

## 歴史
高句麗時代には鵠島と呼ばれ、高麗時代の1018年に白翎鎮が置かれた。1896年、大青島・小青島とともに黄海道長淵郡に属した。
1945年8月に日本が降伏した後、朝鮮は北緯38度線を境界線にして北はソ連軍（赤軍）、南はアメリカ軍が占領したが、黄海道の南海岸や甕津半島、その南沖の白翎島などの離島は38度線以南であったためにアメリカ軍の占領下に置かれ、京畿道甕津郡として再編された。朝鮮戦争の後、甕津半島はすべて北朝鮮領となったが、その南沖に点在する白翎島・大青島・小青島、および延坪島などは韓国領にとどまり、1995年に仁川広域市に編入された。
現在は、島全域で仁川広域市甕津郡白翎面を構成する。

## 交通
島外からのアクセスでは、島と仁川広域市とを結ぶ定期高速艇（小青島・大青島経由、所要時間4時間 - 4時間半）が1日1 - 2回仁川港から出ているが、白翎島周辺の気象や天候は1年を通して荒れることが多いため、定期的に出港する事は稀である。島への航路は北朝鮮に近い事もあり、運行には護衛艦が就く事がほとんどである。
また、島内の移動手段にはタクシーや路線バスがある。

## 主な観光地・名所

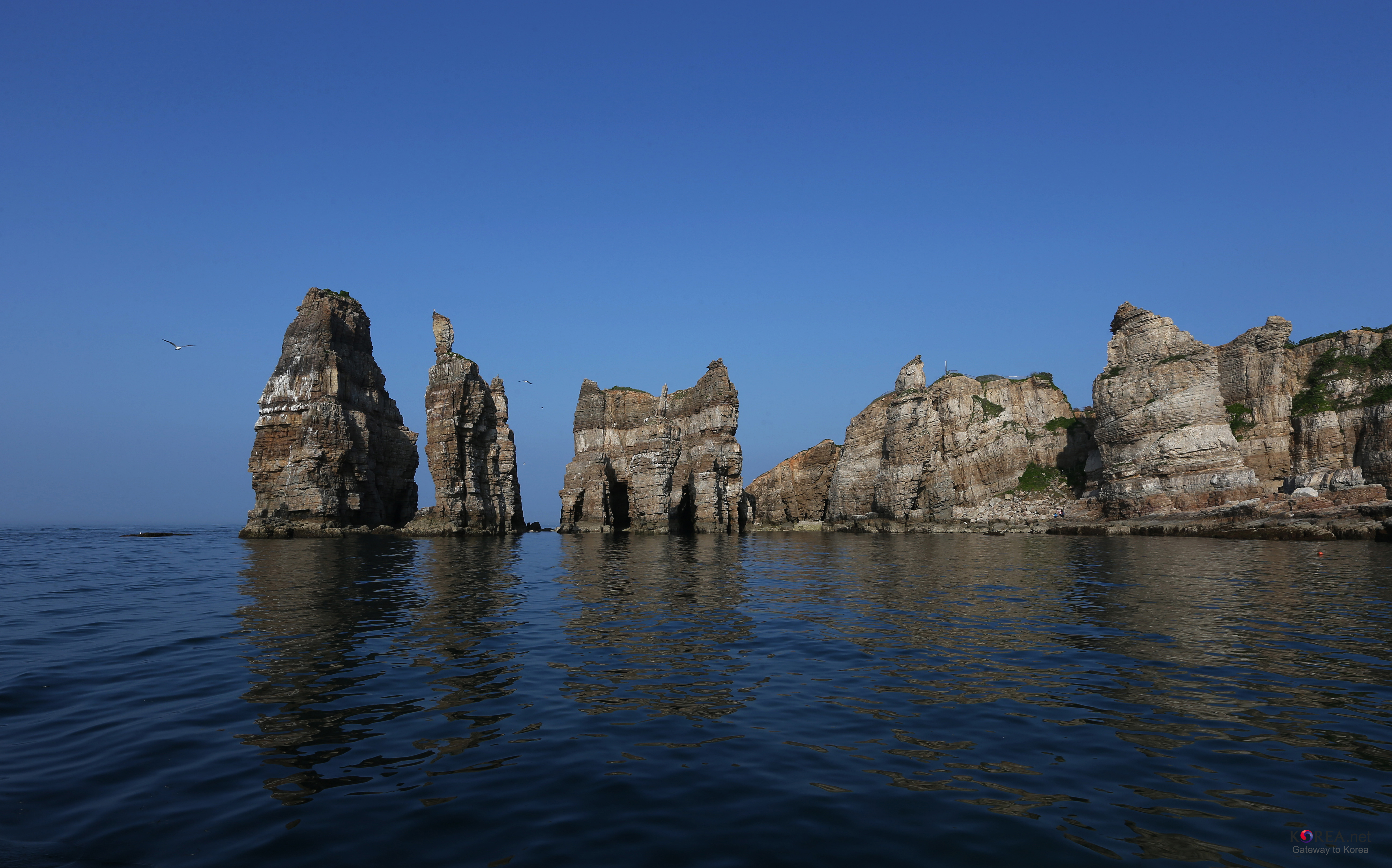
頭武津

- 沈清閣
- 大豆石海水浴場
- 白翎基督教歴史館
- 砂串天然飛行場
- 頭武津一帯
- 頭武津統一記念碑

## 北朝鮮からの亡命
- 2018年5月19日、聯合ニュースによると、小型の船が北朝鮮との境界に近い白翎島の北の沖合で発見された。船には朝鮮人民軍の少佐と民間人が乗っており、2人とも亡命を希望したという。韓国海洋警察はこの件について関連当局が調査を行っているとしたが、詳しい情報は明かさなかった。